# Franciszek Kawa
Franciszek Józef Remigiusz Kawa, född 3 oktober 1901 i Lviv i Österrike-Ungern (nuvarande Ukraina), död 10 februari 1985 i Oslo i Norge, var en polsk längdåkare. Han var med i de olympiska vinterspelen 1928 i Sankt Moritz och kom på 27:e plats på 50 kilometer.